# Cliffortia rigida
Cliffortia rigida är en rosväxtart som beskrevs av August Henning Weimarck. Cliffortia rigida ingår i släktet Cliffortia och familjen rosväxter. Inga underarter finns listade i Catalogue of Life.